# Afinní obal
Podobně jako je lineární obal definován pro lineární kombinace jisté množiny vektorů, lze ve vektorových prostorech definovat i obaly vektorů ve vztahu k afinním kombinacím.

## Definice
Mějme {\displaystyle \scriptstyle V} vektorový prostor a {\displaystyle \scriptstyle {\vec {x}}_{1},\ldots ,{\vec {x}}_{n}} sadu vektorů z {\displaystyle \scriptstyle V}. Množinu všech afinních kombinací této sady vektorů nazýváme afinní obal vektorů {\displaystyle \scriptstyle {\vec {x}}_{1},\ldots ,{\vec {x}}_{n}} (angl. affine span či affine hull). Někdy se afinní obal zmíněných vektorů značí jako {\displaystyle \scriptstyle [{\vec {x}}_{1},\ldots ,{\vec {x}}_{n}]_{\alpha }} či {\displaystyle \scriptstyle \mathrm {aff} ({\vec {x}}_{1},\ldots ,{\vec {x}}_{n})}. V matematické symbolice tedy
{\displaystyle \mathrm {aff} ({\vec {x}}_{1},\ldots ,{\vec {x}}_{n})\equiv \left\{\sum _{i=1}^{n}\alpha _{i}{\vec {x}}_{i}{\Bigg |}(\forall i\in {\hat {n}})(\alpha _{i}\in T)\wedge \sum _{i=1}^{n}\alpha _{i}=1\right\},}
kde {\displaystyle \scriptstyle {\hat {n}}\equiv \{1,\ldots ,n\}}

## Vlastnosti
Některá tvrzení platná pro lineární obaly a podprostory vektorového prostoru jsou v platnosti i pro afinní obaly, zaměníme-li vektorový podprostor lineární varietou. V následujícím se budeme pohybovat ve vektorovém prostoru {\displaystyle \scriptstyle V} nad tělesem {\displaystyle \scriptstyle T}.

### Afinní obal jako lineární varieta
- Afinní obal je lineární varieta v daném vektorovém prostoru.

Důkaz: Doplnit...
- Afinní obal vektorů {\displaystyle \scriptstyle {\vec {x}}_{1},\ldots ,{\vec {x}}_{n}} je nejmenší (ve smyslu inkluze) lineární varieta ve vektorového prostoru {\displaystyle \scriptstyle V}, která obsahuje {\displaystyle \scriptstyle {\vec {x}}_{1},\ldots ,{\vec {x}}_{n}}. Neboli, afinní obal vektorů {\displaystyle \scriptstyle {\vec {x}}_{1},\ldots ,{\vec {x}}_{n}} je roven průniku všech lineárních variet {\displaystyle \scriptstyle W} vektorového prostoru {\displaystyle \scriptstyle V}, které obsahují tyto vektory. Matematicky zapsáno

{\displaystyle {\text{aff}}({\vec {x}}_{1},{\vec {x}}_{2},\ldots ,{\vec {x}}_{n})=\bigcap _{W\ {\text{je lin. varieta ve}}\ V,\ \{{\vec {x}}_{1},\ldots ,{\vec {x}}_{n}\}\subset W}W}
Důkaz: Doplnit...

### Ostatní
- Afinní kombinace vektorů obsahuje všechny tyto vektory, neboli

{\displaystyle (\forall n\in \mathbb {N} )(\forall i\in {\hat {n}})({\vec {x}}_{i}\in {\text{aff}}({\vec {x}}_{1},\ldots ,{\vec {x}}_{n}))}
Důkaz: Zřejmý, pro dané {\displaystyle \scriptstyle {\vec {x}}_{i_{0}}} položíme v sumě {\displaystyle \scriptstyle \sum _{i=1}^{n}\alpha _{i}{\vec {x}}_{i}} koeficient {\displaystyle \scriptstyle \alpha _{i_{0}}=1} a všechny ostatní nulové.

## Geometrická interpretace
Podobně jako lineární obaly, i afinní obaly mají názornou geometrickou interpretaci. Přinejmenším uvažujeme-li vektorové prostory aritmetických vektorů, tj. uspořádaných n-tic reálných (potažmo komplexních) čísel. Pro jednoduchost vezměme trojrozměrný prostor {\displaystyle \scriptstyle \mathbb {R} ^{3}} nad reálným tělesem. Jeho prvky jsou tedy uspořádané trojice reálných čísel s operacemi definovanými následujícím způsobem
{\displaystyle \alpha {\begin{pmatrix}x_{1}\\x_{2}\\x_{3}\end{pmatrix}}\quad +\quad {\begin{pmatrix}y_{1}\\y_{2}\\y_{3}\end{pmatrix}}\quad =\quad {\begin{pmatrix}\alpha x_{1}+y_{1}\\\alpha x_{2}+y_{2}\\\alpha x_{3}+y_{3}\end{pmatrix}}.}
Prvky tohoto prostoru si tedy lze představovat ve "fyzikálním smyslu", tj. jako šipky vedoucí z počátku soustavy souřadnic. Sčítání vektorů ve smyslu vyznačeném výše odpovídá skládání šipek. Budeme-li brát po řadě jedno-, dvou- a tříprvkové množiny vektorů, jejich afinní obaly lze interpretovat takto:
- Afinní obal jediného vektoru je pouze tento vektor sám. Pro porovnání, lineární obal jednoho vektoru je roven vektoru samotnému jenom v jediném případě a to když je tento vektor nulový.
- Máme-li dva (navzájem různé) vektory {\displaystyle \scriptstyle {\vec {x}}_{1}} a {\displaystyle \scriptstyle {\vec {x}}_{2}} z {\displaystyle \scriptstyle \mathbb {R} ^{3}}, tak jejich obecná afinní kombinace vypadá jako

{\displaystyle \alpha {\vec {x}}_{1}+(1-\alpha ){\vec {x}}_{2},}
kde {\displaystyle \scriptstyle \alpha \in \mathbb {R} }. Vektory {\displaystyle \scriptstyle {\vec {x}}_{1}} a {\displaystyle \scriptstyle {\vec {x}}_{2}} jsou představovány dvěma body a na jejich afinní kombinaci můžeme nazírat jako na přímku procházející těmito dvěma body. Afinní obal dvou vektorů v {\displaystyle \scriptstyle \mathbb {R} ^{3}} je tedy přímka procházející těmito vektory. Rozdíl oproti lineárnímu obalu je v tom, že zatímco lineární obal jednoho nenulového vektoru je přímka procházejí počátkem a tímto vektorem, afinní obal jednoho vektoru je pouze tento vektor sám. Abychom dostali přímku, potřebujeme u afinních obalů vektory dva, oproti lineárnímu obalu ale tato přímka již nemusí procházet počátkem.
- Afinní obal tří (lineárně nezávislých) vektorů je rovina procházející těmito třemi vektory alias body. Pro lineární obal tří lineárně nezávislých vektorů bychom dostali celý prostor {\displaystyle \scriptstyle \mathbb {R} ^{3}}.

Z předchozí diskuze je tedy patrné, že geometrický objekt coby afinní obal daného počtu vektorů má o jednu dimenzi méně, než geometrický objekt vzniklý z těchže vektorů pomocí lineárního obalu.

## Související pojmy
Mějme množinu vektorů {\displaystyle \scriptstyle {\vec {x}}_{1},\ldots ,{\vec {x}}_{n}} z vektorového prostoru {\displaystyle \scriptstyle V}. V oddíle Geometrická interpretace jsme viděli, že na afinní obaly vektorů lze nazírat jako na geometrické objekty o dané dimenzi, která je o jedničku nižší než odpovídající geometrický objekt vzniklý z týchž vektorů pomocí lineárního obalu. Dimenzi afinního obalu zmíněných vektorů říkáme afinní hodnost souboru {\displaystyle \scriptstyle {\vec {x}}_{1},\ldots ,{\vec {x}}_{n}}.
Podobně jako v případě lineárních kombinací, kdy lze definovat lineární nezávislost, můžeme i v případě afinních kombinací definovat afinní (ne)závislost. Řekneme, že soubor {\displaystyle \scriptstyle {\vec {x}}_{1},\ldots ,{\vec {x}}_{n}} je afinně nezávislý, právě když je jeho afinní hodnost rovna číslu {\displaystyle \scriptstyle n-1.} Pokud je jeho afinní hodnost ostře menší než {\displaystyle \scriptstyle n-1}, tak říkáme, že je afinně závislý. Označíme-li afinní hodnost souboru vektorů jako {\displaystyle \scriptstyle {\text{h}}_{\alpha }({\vec {x}}_{1},\ldots ,{\vec {x}}_{n})}, pak můžeme psát, že soubor vektorů je afinně nezávislý, právě když
{\displaystyle {\text{h}}_{\alpha }({\vec {x}}_{1},\ldots ,{\vec {x}}_{n})=n-1}
a afinně závislý, právě když
{\displaystyle {\text{h}}_{\alpha }({\vec {x}}_{1},\ldots ,{\vec {x}}_{n})<n-1.}
Z definice je ihned patrné, že množina obsahující pouze jediný vektor je vždy afinně nezávislá.
Protože se častěji pracuje s lineární nezávislostí, je užitečné najít vztah této a afinní nezávislosti. K tomu se hodí následující tvrzení:
Mějme soubor vektorů {\displaystyle \scriptstyle {\vec {x}}_{1},\ldots ,{\vec {x}}_{n}} z vektorového prostoru {\displaystyle \scriptstyle V} pro {\displaystyle \scriptstyle n\geq 2}. Dále nechť {\displaystyle \scriptstyle i_{0}\in {\hat {n}}} je libovolně, ale pevně, zvolený index. Pak platí
{\displaystyle \{{\vec {x}}_{1},\ldots ,{\vec {x}}_{n}\}\quad {\text{je afinně nezávislý}}\quad \Leftrightarrow \quad \{{\vec {x}}_{1}-{\vec {x}}_{i_{0}},\ldots ,{\vec {x}}_{i_{0}-1}-{\vec {x}}_{i_{0}},{\vec {x}}_{i_{0}+1}-{\vec {x}}_{i_{0}},\ldots ,{\vec {x}}_{n}-{\vec {x}}_{i_{0}}\}\quad {\text{je lineárně nezávislý}}.}